# 책번개
노홍철X장강명 책번개는 2017년 2월 12일부터 2017년 2월 26일까지 KBS 1TV에서 방영되었던 한국방송공사의 텔레비전 프로그램이다.

## 기획 의도

### 인용문
1. "수많은 양서들은 독자를 기다리고 있고 수많은 독자들은 양서를 찾아 헤맨다 이들이 서로 만날 수 있다면..."
2. 월급 사실주의 소설가 장강명, 새내기 책방주인 책.알.못 노홍철 이들이 매주 책번개를 친다?!?
3. 과연, 얼마나 많은 책벌레들이 모여들까? 갖가지 책에 얽힌 저마다의 책사연
4. 그리고 벌어지는 버라이어티한 책수다~!!
5. 입장권은 사연 담긴 인생책 한 권 암호명은 마음에 새겨 외운 책구절 하나
6. 진행자는 거들 뿐, 모두 함께 속닥이며 책경험 나누는 조금은 색다른 책파티가 이 겨울, 펼쳐진다.
7. "들려줘, 너의 책경험을~! 보여줘, 너의 인생책을~!!"

## 방송 시간
| 방송 채널 | 방송 기간                         | 방송 시간                           |
| --------- | --------------------------------- | ----------------------------------- |
| KBS 1TV   | 2017년 2월 12일 ~ 2017년 2월 26일 | 매주 일요일 밤 11:10 ~ 12:00 (50분) |

## 방송 회차
| 회차 | 방송일          | 제목 (원제)                              | 시청률 |
| ---- | --------------- | ---------------------------------------- | ------ |
| 1회  | 2017년 2월 12일 | 나를 변화시킨 한 권의 책, 그 쨍한 책경험 | 1.0%   |
| 2회  | 2017년 2월 19일 | 사랑을 글로 배웠네                       | 0.9%   |
| 3회  | 2017년 2월 26일 | 내가 살고 싶은 공동체를 꿈꾸게 한 책     | 1.6%   |